# Stan Knighton
Stan Knighton est un karatéka britannique surtout connu pour avoir remporté l'épreuve de kumite individuel masculin moins de 80 kilos aux championnats d'Europe de karaté 1977 organisés à Paris, en France.

## Résultats
| Résultat      | Date | Épreuve                   | Catégorie | Compétition                | Ville hôte       |
| ------------- | ---- | ------------------------- | --------- | -------------------------- | ---------------- |
| Médaille d'or | 1977 | Kumite individuel - 80 kg | Seniors   | Championnats d'Europe 1977 | Paris, en France |